# Lista de deputados estaduais de Goiás da 4.ª legislatura
Essa é uma lista de deputados estaduais de Goiás eleitos para o período 1959-1963.

## Composição das bancadas
| Partido | Líder                    | Bancada | Posição      |
| ------- | ------------------------ | ------- | ------------ |
| PSD     | Tárcio Caldas            | 18 / 32 | Governo      |
| UDN     | Nélson de Castro Ribeiro | 8 / 32  | Oposição     |
| PTB     | Cristóvam Espírito Santo | 4 / 32  | Independente |
| PSP     | João Juarez Bernardes    | 2 / 32  | Governo      |

## Deputados estaduais
Estavam em jogo as 32 cadeiras da Assembleia Legislativa de Goiás.
| Número | Deputados estaduais eleitos       | Partido | Votação | Percentual | Cidade onde nasceu    | Unidade federativa |
| 41544  | Wilson da Paixão                  | PSD     | 8.792   | 3,01%      | Catalão               | Goiás              |
| 41777  | Nelson Siqueira                   | PSD     | 6.652   | 2,28%      | Santa Cruz de Goiás   | Goiás              |
| 22602  | Nelson de Castro Ribeiro          | UDN     | 6.277   | 2,15%      | Jaraguá               | Goiás              |
| 41357  | Sebastião Arantes                 | PSD     | 6.243   | 2,14%      | Rio Verde             | Goiás              |
| 41280  | Antônio de Queiroz Barreto        | PSD     | 6.171   | 2,11%      | Goiás                 | Goiás              |
| 41507  | Almir Turisco de Araújo           | PSD     | 5.840   | 2,00%      | Macaúbas              | Bahia              |
| 22155  | Darcy Gomes Marinho               | UDN     | 5.631   | 1,93%      | Carolina              | Maranhão           |
| 22292  | Getúlio Vaz da Costa              | UDN     | 5.519   | 1,89%      | Inhumas               | Goiás              |
| 41750  | Celestino Filho                   | PSD     | 5.074   | 1,74%      | Corumbaíba            | Goiás              |
| 41191  | José Freire                       | PSD     | 5.027   | 1,72%      | Arraias               | Tocantins          |
| 41538  | Clepino Antônio de Araújo         | PSD     | 4.913   | 1,68%      | Goiás                 | Goiás              |
| 22423  | Calixto Antônio                   | UDN     | 4.862   | 1,66%      | Uberlândia            | Minas Gerais       |
| 41709  | Clotário de Freitas               | PSD     | 4.672   | 1,60%      | Jaraguá               | Goiás              |
| 41842  | Edson Monteiro de Godoy           | PSD     | 4.522   | 1,55%      | Santa Cruz de Goiás   | Goiás              |
| 41349  | Adeuvaldo de Oliveira Moraes      | PSD     | 4.498   | 1,54%      | Carolina              | Maranhão           |
| 41365  | Luziano Ferreira de Carvalho      | PSD     | 4.422   | 1,51%      | Jataí                 | Goiás              |
| 22833  | Genésio de Sousa Reis             | UDN     | 4.335   | 1,48%      | Ituiutaba             | Minas Gerais       |
| 22444  | Waldir Quinta                     | UDN     | 4.326   | 1,48%      | Caldas Novas          | Goiás              |
| 46935  | Joaquim Batista de Abreu Cordeiro | PSP     | 4.147   | 1,42%      | Arraias               | Tocantins          |
| 41686  | José de Souza Porto               | PSD     | 4.120   | 1,41%      | Posse                 | Goiás              |
| 41282  | Venerando de Freitas Borges       | PSD     | 4.099   | 1,40%      | Anápolis              | Goiás              |
| 14682  | Haroldo Duarte                    | PTB     | 4.055   | 1,39%      | Anápolis              | Goiás              |
| 41143  | Vespasiano da Costa Ferreira      | PSD     | 4.021   | 1,37%      | Silvânia              | Goiás              |
| 41220  | Ana Braga Machado Gontijo         | PSD     | 3.796   | 1,30%      | Peixe                 | Tocantins          |
| 46202  | Juarez Bernardes                  | PSP     | 3.762   | 1,29%      | Planaltina            | Goiás              |
| 22518  | Adail Viana Santana               | UDN     | 3.751   | 1,28%      | Salvador              | Bahia              |
| 22411  | Ary Valadão                       | UDN     | 3.746   | 1,28%      | Anicuns               | Goiás              |
| 41529  | João Bernardes Rabelo             | PSD     | 3.517   | 1,20%      | Alto Paraíso de Goiás | Goiás              |
| 41840  | Tércio Caldas                     | PSD     | 3.489   | 1,19%      | Itaberaí              | Goiás              |
| 14425  | Luiz Fernando da Silva            | PTB     | 3.257   | 1,11%      | Salvador              | Bahia              |
| 14612  | Almerinda Magalhães Arantes       | PTB     | 3.159   | 1,08%      | Posse                 | Goiás              |
| 14351  | Cristóvam do Espírito Santo       | PTB     | 2.738   | 0,93%      | Planaltina            | Goiás              |